# Corbières (Szwajcaria)
Corbières (frp. Korbêre, hist. Korbers) – gmina (fr. commune; niem. Gemeinde) w Szwajcarii, w kantonie Fryburg, w okręgu Gruyère. Leży nad jeziorem Lac de la Gruyère. 1 stycznia 2011 do gminy przyłączono gminę Villarvolard.

## Demografia
W Corbières mieszka 1021 osób. W 2020 roku 14,4% populacji gminy stanowiły osoby urodzone poza Szwajcarią.

## Transport
Przez teren gminy przebiegają drogi główne nr 180 i nr 192. 